# Hakea psilorrhyncha
Hakea psilorrhyncha är en tvåhjärtbladig växtart som beskrevs av R.M. Barker. Hakea psilorrhyncha ingår i släktet Hakea och familjen Proteaceae. Inga underarter finns listade i Catalogue of Life.